# 樊巡
樊巡（?—?），南朝陳人。
豫州刺史樊猛之子。樊猛以樊巡代理南豫州（安徽省當塗县）事務，又命散骑常侍皋文奏率兵镇守姑孰（今安徽當塗）。開皇八年（陳後主禎明二年、588年）十一月隋軍大舉伐陳，韓擒虎以精兵五百人，橫江夜渡彩石，正月初七，僅半日即攻下姑孰，生擒樊巡及其全家，皋文奏大敗逃回建康。